# Lynx pardinus spelaeus
Lynx pardinus spelaeus — вимерлий представник родини котових, якого частіш за все виділяють в окремий підвид, як альтернатива — не виділяють у підвид. Викопні рештки, датовані середнім і пізнім плейстоценом, знайдено в Італії та Франції.